# Hippodrome du Cristal
Pour les articles homonymes, voir Cristal.
L’hippodrome du Cristal est le centre le plus important des courses de chevaux dans l'État du Rio Grande do Sul, au Brésil. Il est situé à Porto Alegre. Il a été conçu par le célèbre architecte uruguayen Román Fresnedo Siri. Il est considéré comme un remarquable exemple d’architecture moderne en Amérique du Sud.
Il s’y déroule des courses de chevaux le jeudi. Un événement majeur est le Grand Prix Bento Goncalves (en novembre).